# 拉魯島
23°51′20″N 120°54′40″E / 23.85556°N 120.91111°E
拉魯（邵語：Lalu）是一座位於台灣南投縣日月潭中央的小山。清治時期有珠嶼、珠仔山、浮嶼等稱呼。 日治時期有玉島、水中島等稱呼。戰後改稱光華島，日月潭周遭居民習慣稱為珠仔山。後因為《原住民族與台灣新政府新的夥伴關係條約》之故而恢復原住民語今名。

## 介紹
拉魯是台灣原住民邵族最高祖靈居住之處，因此長期是當地的重要地標。邵族最高祖靈也住在山的最高點，邵族人自古稱為這個山為Lalu，拉魯一詞有「心中聖山」之意。
清治時期在島上建有正心書院，後輾轉成為今日位於伊達邵的明德宮。
日治時期設有玉島社，主祀玉女水神市杵島姬命。戰後南投縣政府接受縣政顧問黃大受教授建議，參考杭州西湖白雲庵月下老人祠之案例，於民國69年（西元1980年）在拉魯（時稱光華島）上建立臺灣第一座主祀月老的廟宇，並經常辦理水上集團結婚，遊客頻繁造訪、電視公司取景也使該廟頗負盛名。
民國88年（西元1999年）921大地震震毀月下老人祠，在規劃重建時，邵族族人爭取恢復祖靈地，故日月潭國家風景區管理處於民國89年（西元2000年）年底將神像遷移至日月潭龍鳳宮，並將拉魯劃為原住民區域、限制外人登上，日月潭附近的伊達邵國小曾在畢業典禮時讓原住民畢業生划獨木舟舉行登島儀式。

### 抬高計畫
拉魯由於921大地震、長期波浪沖蝕導致面積越來越小，民國95年（2006年）拉魯在滿水位時的最小面積只剩下20坪，因此日月潭國家風景區管理處於年底展開抬高拉魯的工程，使用一千多萬的填土，在民國97年（2008年）2月時完工，完工後拉魯的面積擴大成2006年的八倍、即是160坪，海拔提升到751.5公尺，拉魯的底部也增設擋土牆設施以減少沖刷，並配合長時間調節用水而略有成效。
然而部分人士認為拉魯的下沉是屬於自然現象、不應該干擾。

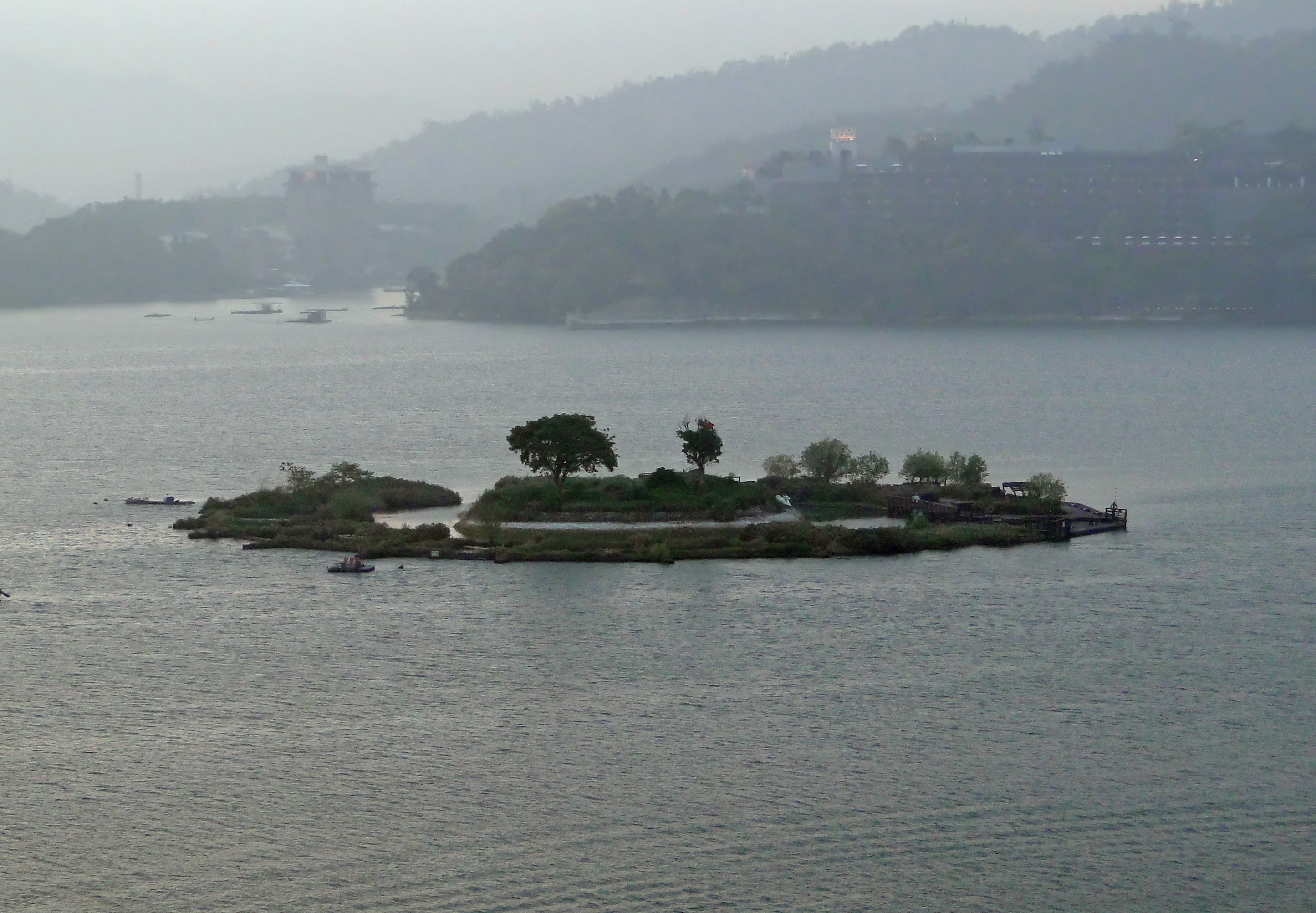
2011年3月的拉魯
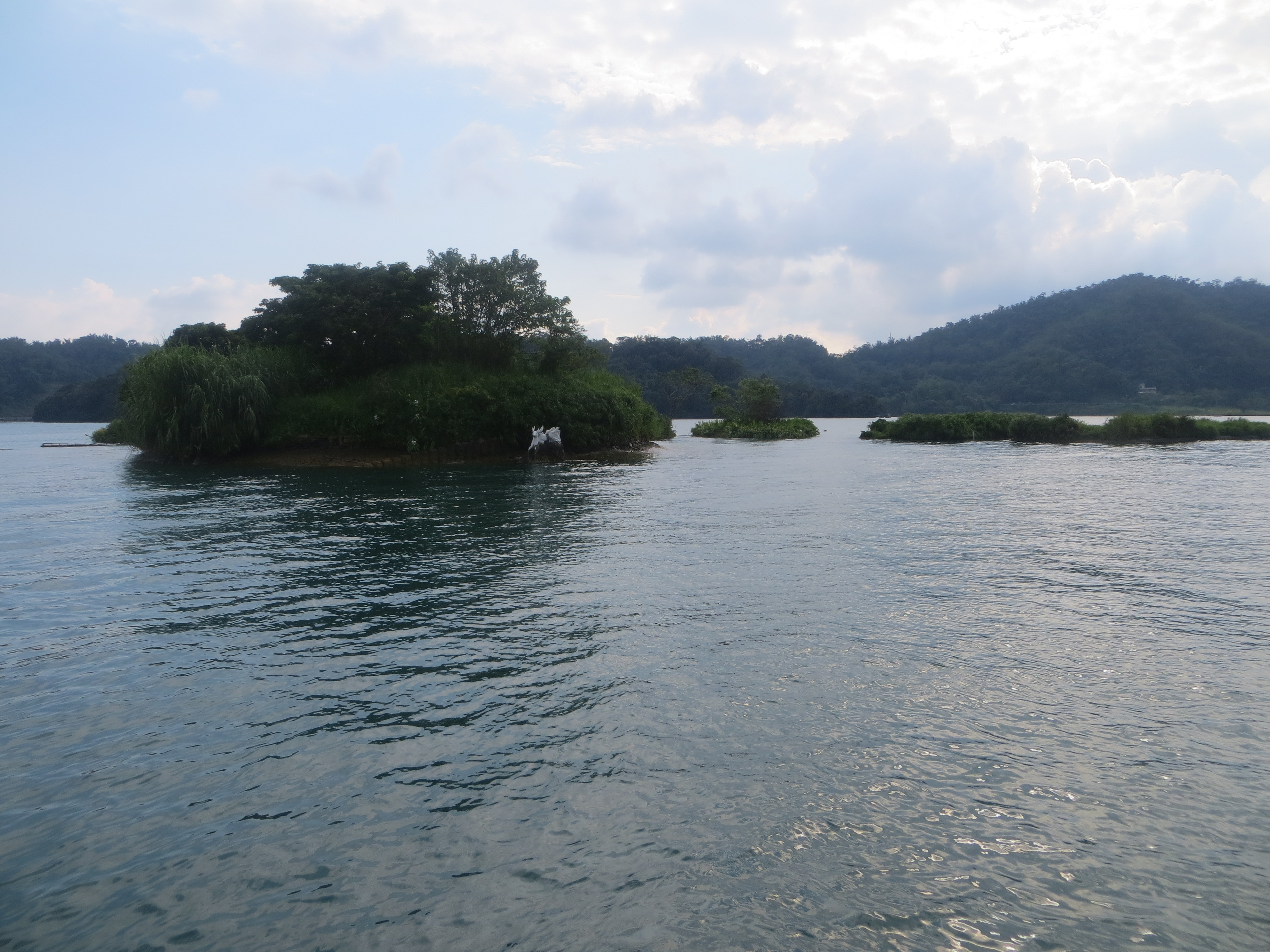
2013年8月的拉魯已完全封閉，包含浮島在內皆禁止遊客登上，只能乘船接近。
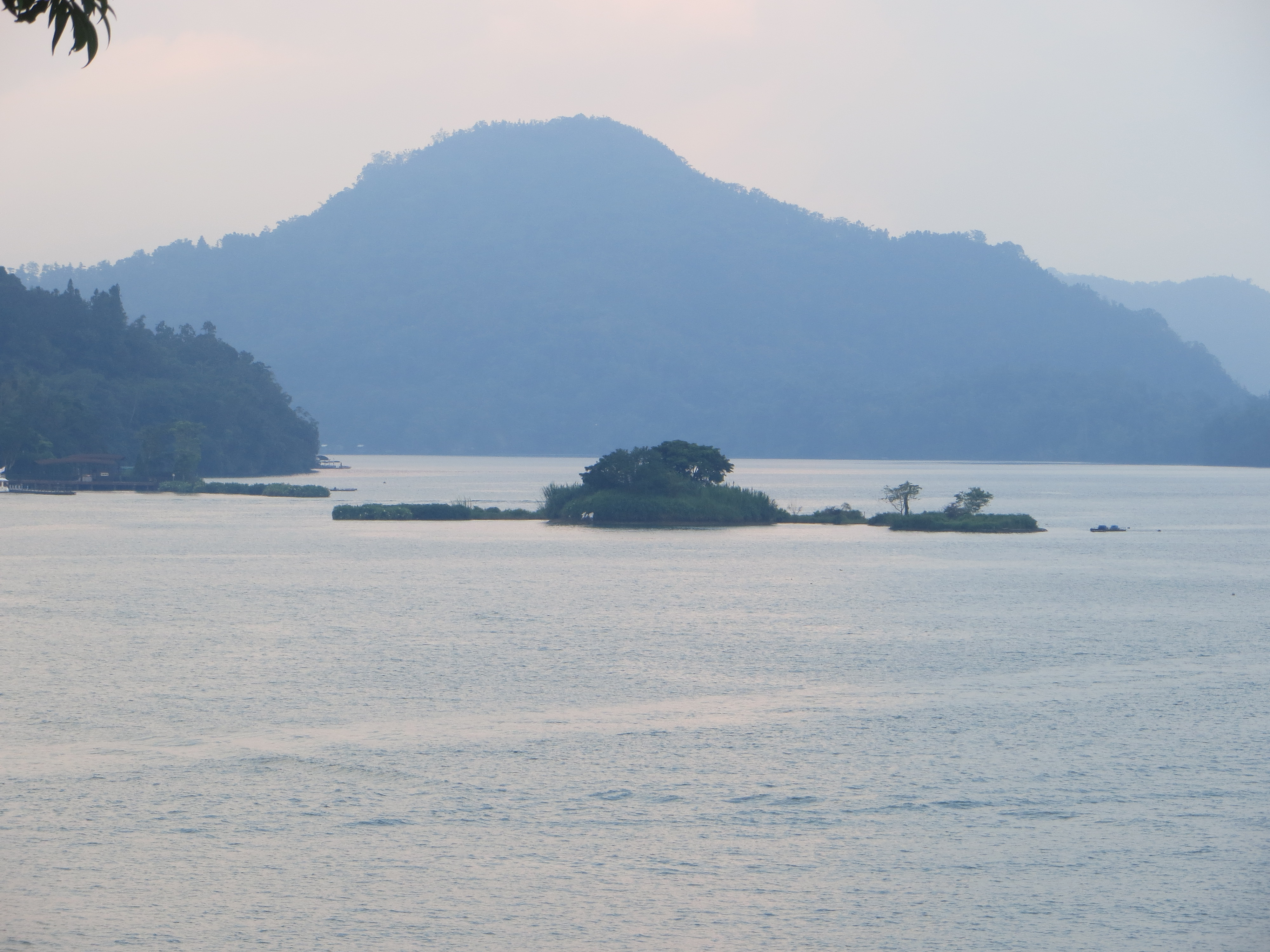
2013年8月19日，自梅荷園向玄光寺碼頭遠眺拉魯
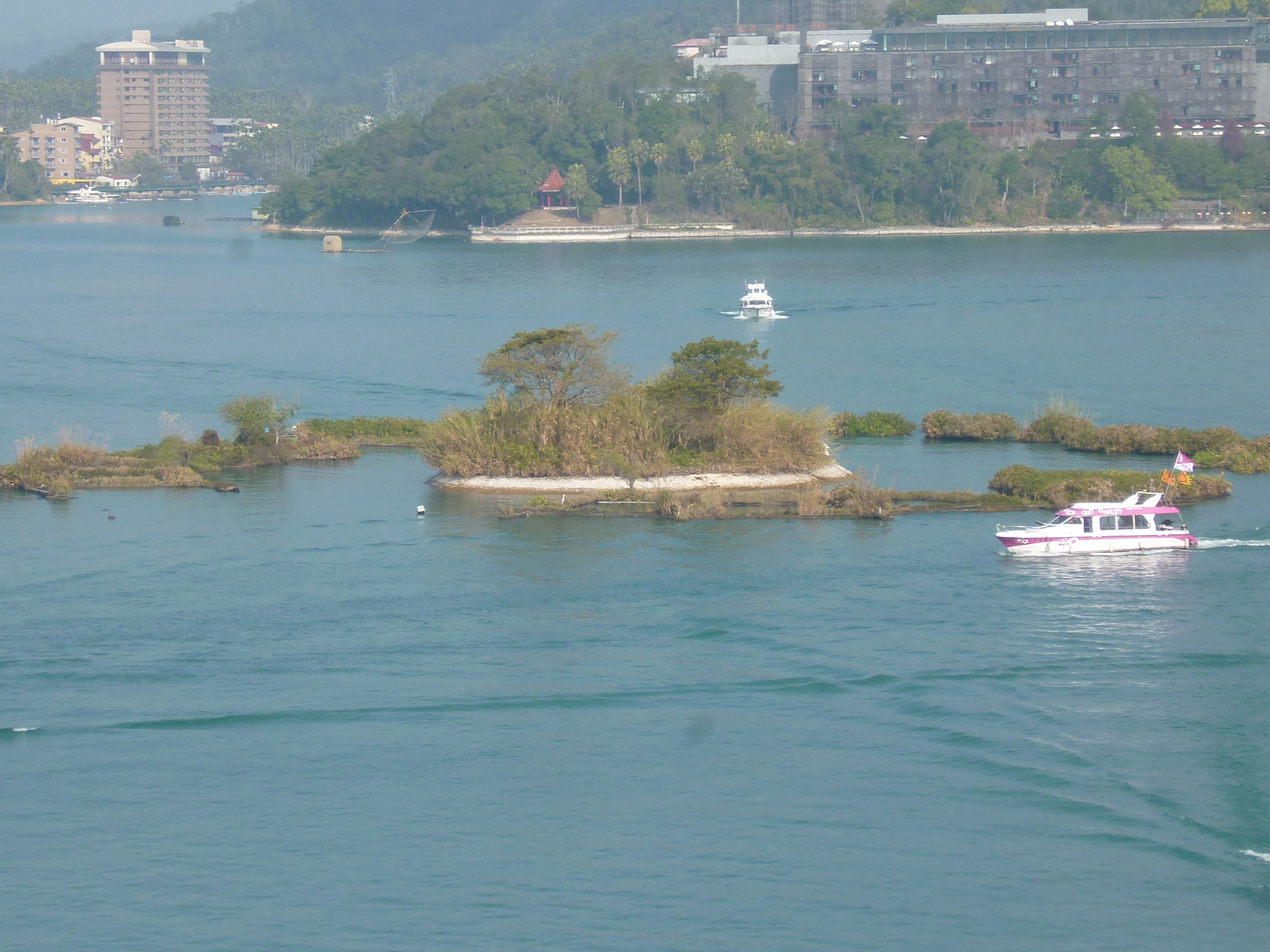
2015年2月的拉魯

## 其他
- 日月潭涵碧樓酒店英譯名稱為The Lalu，代表感恩在邵族的土地上建造涵碧樓。
- 日月潭龍鳳宮
- 玄光寺

## 內部連結
- 邵族
- 日月潭
- 日月潭國家風景區
- 白鹿傳奇
- 白茄苳樹傳說
- 臺灣原住民族泛靈信仰
- 原住民族與臺灣新政府新的夥伴關係條約

## 外部連結
- 日月潭國家風景區
- 危機總動員 搶救沉沒中拉魯島 （页面存档备份，存于）
- 顧敏耀，〈藍鼎元傳記資料考述--兼論其〈紀水沙連〉之內容與意涵〉，《成大中文學報》，第42期，2013年9月，頁137-182。